# American Cookery

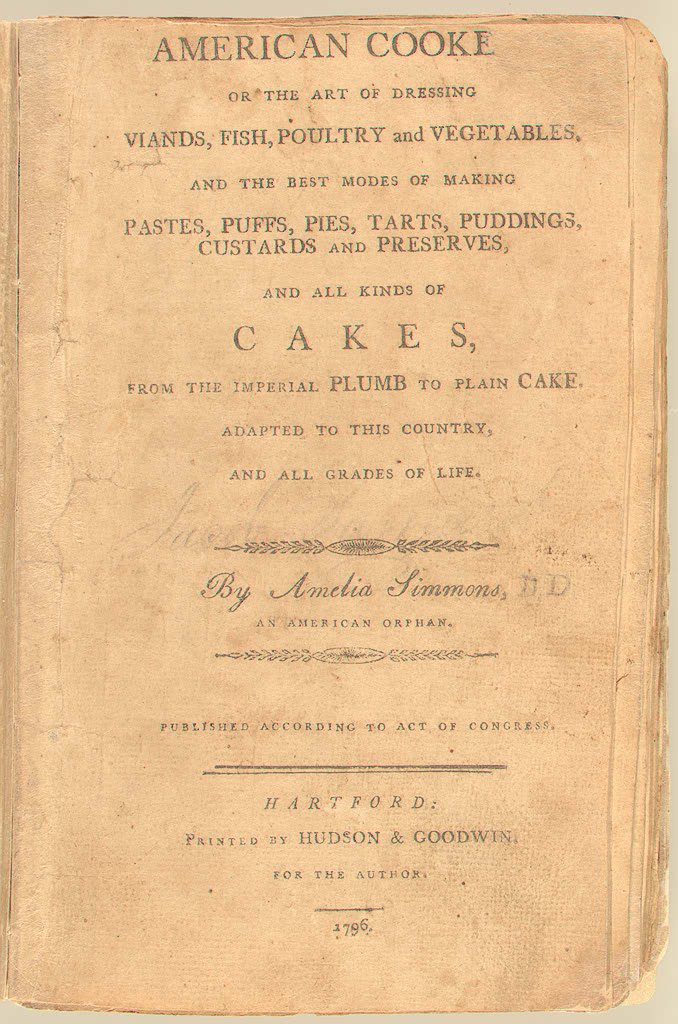
Portada de American Cookery de Amelia Simmons. Primera edición: Hartford, 1796. Impreso por Hudson & Goodwin, para el autor.

American Cookery es el título de un libro de cocina escrito por Amelia Simmons. Se trata del primer libro conocido dedicado a la cocina de Estados Unidos escrito por una estadounidense y publicado en el mercado de su país. El título completo en inglés es: "American Cookery: Or, the Art of Dressing Viands, Fish, Poultry and Vegetables, and the Best Modes of Making Puff-Pastes, Pies, Tarts, Puddings, Custards and Preserves" (La cocina americana, o el arte de aliñar viandas, pescados, volatería y vegetales, el mejor modo de hacer pastas ligeras, tartas, pasteles y conservas). La importancia de este libro es grande ya que sirve para indagar los orígenes históricos de la cocina estadounidense. Antes del "American Cookery" los libros de cocina estadounidenses eran ingleses y no reflejaban una cultura culinaria emergente en Estados Unidos. 

## Orígenes del libro
El libro aparece dedicado por Amelia Simmons en Hartford, Connecticut en el año 1796. El libro se publicaba en un único volumen de 47 páginas (octava). La originalidad de Amelia es que ella ha vivido gran parte de su vida en Estados Unidos y las recetas que expone contienen ingredientes autóctonos (cosa que los libros ingleses no reflejaban). Un ejemplo es el uso de maíz y su harina en la elaboración de recetas. La popularidad del libro fue muy grande en su época y pronto se tiraron a imprenta muchas ediciones. Hoy en día se poseen en Hartford solo cuatro copias originales de la primera edición.